# Liste der Olympiasieger im Schwimmen/Medaillengewinner (Mixed)
Diese Liste ist Teil der Liste der Olympiasieger im Schwimmen. Sie führt sämtliche Medaillengewinner in den Schwimmwettbewerben der Mixed-Wettbewerbe bei Olympischen Spielen auf.

## 4 × 100 Meter Lagen (Mixed)
| Olympia | Gold | Silber                                                                                    | Bronze |
| ------- | --- | ----------------------------------------------------------------------------------------- | --- |
| 2020    | Großbritannien Kathleen Dawson Adam Peaty James Guy Anna Hopkin Im Vorlauf: Freya Anderson                                                  | China Xu Jiayu Yan Zibei Zhang Yufei Yang Junxuan                                         | Australien Kaylee McKeown Zac Stubblety-Cook Matthew Temple Emma McKeon Im Vorlauf: Isaac Cooper, Brianna Throssell, Bronte Campbell              |
| 2024    | Vereinigte Staaten Ryan Murphy Nic Fink Gretchen Walsh Torri Huske Im Vorlauf: Regan Smith, Charlie Swanson, Caeleb Dressel, Abbey Weitzeil | China Xu Jiayu Qin Haiyang Zhang Yufei Yang Junxuan Im Vorlauf: Tang Qianting, Pan Zhanle | Australien Kaylee McKeown Joshua Yong Matthew Temple Mollie O’Callaghan Im Vorlauf: Iona Anderson, Zac Stubblety-Cook, Emma McKeon, Kyle Chalmers |